# 黃霄雲
黄霄雲（1998年12月22日—），女，布依族，贵州罗甸人，中国大陆歌手。2015年，她参加浙江卫视音乐选秀节目《中国好声音》第四季，由此获得关注。2020年，她成为湖南卫视音乐节目《歌手·当打之年》的首批“奇袭歌手”，并最终“奇袭”成功。2021年，在《2021中国好声音》擔任汪峰戰隊的導師助教。2022年，在《2022中国好声音》再度担任導師助教。2023年，奪得《第24屆全球華語榜中榜》之“最受歡迎女歌手”獎項。

## 经历

### 早年
1998年12月22日，黄霄雲出生于贵州省黔南布依族苗族自治州罗甸县龙坪镇的一个音乐家庭。她在出生后6个月就已具备准确哼出正在播放的音乐的曲调的能力，并自2岁起学习架子鼓，随后在她父母参与组建的乐队“乐万家”中担当鼓手；此后又学习弹奏钢琴和古筝。在之后的数年时间内，她每年皆有参加当地的歌唱比赛，并取得良好成绩。她在读初三时，为了考取中国音乐学院附属中学，每逢周末便前往贵阳学习美声唱法。
2011年，她与父母共同参加中国中央电视台《欢乐一家亲》节目在黔南州举办的选拔赛，获得一等奖，并被贵州省妇女联合会选送至央视参加选拔，之后在当年6月参与了该节目及“千家万户的祝福——庆祝中国共产党成立90周年”专题节目的录影。2013年，她参加贵州省第六届“贵青杯”歌唱比赛，并获得金奖。9月，她以优异成绩考入中国音乐学院附属中学，学习美声唱法。2016年，她首次参加普通高等学校招生全国统一考试，但成绩并不理想。2017年，她参加普通高等学校艺术类专业招生统一考试，报考了中央音乐学院、中国传媒大学等5间院校，并再次参加高考，最终以术科排名第三及文化课总分452分的成绩被中央音乐学院录取。

### 演艺经历
2015年，黄霄雲报名参加《中国好声音》第四季，并通过试音；她在盲选阶段演唱萧敬腾的歌曲《你》，获得庾澄庆及汪峰转身，并最终加入后者的战队。随后，她在“导师考核”阶段分别演唱孙楠的《I Believe》及姚贝娜的《鱼》，成为汪峰战队首个4强（全国16强）学员，惟她的演唱表现引发了一些争议。而在“导师混战”阶段中，她演唱艾瑞克·卡门的《All by Myself》，但因于业内人士及传媒投票中落败而被淘汰。期间，她在9月26日与该战队其他4强学员共同参演汪峰“峰暴来临”超级巡回演唱会上海站。
2016年9月，她与同为《中国好声音4》学员的张博林出演网络剧集《薛定谔的猫》，在其中饰演“艾晓欣”。12月29日，参演黔南州第十届旅游发展大会山水实景演出《灵水玉梦》，在其中演唱歌曲《冬之罗甸》。2017年2月14日，参与《法制晚报》直播访谈节目《红me坊》。7月，出演网络剧集《少年有点酷》，仍饰演“艾晓欣”。12月14日及31日，她接连发布个人单曲《征战》及《还可以爱吗》。
2018年5月7日，她发行首支个人原创单曲《打开》。同年，参加“唱响新时代，放歌新未来”2018多彩贵州歌唱活动，并于当年8月29日在黔南赛区决赛中获得美声歌唱组一等奖及通俗歌唱组二等奖；随后，她在全省比赛中获得美声歌唱组优秀奖。而在该年9月16日，她演唱的歌曲《故乡》获得2018年大连原创歌曲大赛三等奖。11月2日，获得中央音乐学院2018年校园歌手大赛冠军。12月3日，她获得“美丽延庆，精彩世园”——“百花争延”首都高校大学生歌手大赛冠军。同月，以“素人歌手”身份参演浙江卫视音乐节目《梦想的声音》第三季，并获谭维维按下“天使按钮”。2019年5月4日，她参与录制的《2019年“五月的鲜花”全国大中学生文艺会演》在央视综合频道播出。5月19日，与严艺丹、文兆杰等人担任2018-2019年度北京大学十佳歌手大赛的表演嘉宾。8月18日，与部分《中国好声音》学员参与金华山鹿女湖国际音乐节的演出。9月20日，于百度第一届《音你成名》音乐短视频大赛中获得季军。
2020年1月，她代表中央音乐学院参演浙江卫视音乐节目《新声请指教》。2月，以“奇袭歌手”身份参加湖南卫视音乐节目《歌手·当打之年》，在第一场比赛中“奇袭”毛不易获胜，并最终获得补位资格。而在第三轮比赛结束后，她在该轮两场比赛的总排名垫底，最终因以“奇袭歌手”身份参赛的吉克隽逸在该轮比赛中获得补位资格而遭到淘汰。而在该节目的突围赛中，她选择“奇袭”吉克隽逸，且获后者接纳，但最终因“奇袭”失败而未能入围总决赛。期间，她于4月11日参演了浙江卫视的另一档音乐节目《天赐的声音1》。5月10日，她参演了由高晓松策划的“相信未来”在线义演之“未来有约专场”的演出。随后，她与郑爽、熊梓淇、刘维共同组建了优酷电商带货节目《爆款来了2》的“明星商社社长”团队，并演唱了该节目的同名主题曲。11月，她以“爱许愿的花仙子”身份参加了江苏卫视音乐节目《蒙面唱将猜猜猜5》，并在第三期节目中完成揭面。同月16日，她发行了第一张个人专辑《黄霄雲的Neverland》（童话篇），随后又于12月3日发行了该专辑的“成长篇”。
2021年2月12日及26日，黄霄雲分别参加了江苏卫视“荔枝春晚”及“荔枝青春歌会”的演出。3月19日，她再次参加《天赐的声音2》，并获得了与尚雯婕在节目中合作的机会。同月26日，她在三亚参加了“时尚蜜爱盛典暨2021三亚蜜爱旅游推广启动仪式”。4月23日，她成为广东卫视音乐节目《流淌的歌声3》的“时代传唱团”成员之一，而其参与的集数则于7月9日播出。随后，她成为《2021中國好聲音》汪峰战队的“导师助教”。
2022年7月29日，以“青春导师”的身份加盟《2022中国好声音》
2022年9月3日，参加第十七届中国长春电影节闭幕式暨颁奖典礼，演唱《星辰大海》。 
2022年9月11日，参加2022《花好月圆中秋赏歌会》，演唱《重返地球》
2022年10月4日，参加《最忆是重阳——2022年重阳节特别节目》 ，演唱歌曲《星辰大海》 ；同日，参加的《草原乐会》在腾讯视频上线 ；
2022年10月7日，参加东方卫视音乐综艺《我们的歌第四季》与台湾歌手林志炫组队 ；
2022年10月14日，参加湖南卫视特别节目《这十年·追光之夜》 ；
2022年11月25日，参加第29届东方风云榜音乐盛典 ，演唱《星辰大海》，并获得10大金曲奖
2022年12月31日，参加《梦圆东方·2023东方卫视跨年盛典》，搭档阿云嘎演唱《星辰大海》；同日，参加《启航2023——中央广播电视总台跨年晚会》，与武大靖、徐梦桃、王赫野演唱歌曲《篇章》。
2023年1月14日，参演中央广播电视总台2023网络春晚，演唱歌曲《雾里》 
2023年1月19日，参加2023年山东卫视春节联欢晚会，演唱歌曲《爱你》，《青春快乐》
2023年1月21日，参加2023年中央广播电视总台春节联欢晚会，演唱《绿水青山》
2023年2月5日，参加2023年中央广播电视总台元宵晚会，演唱歌曲《逐梦》。

## 演艺记录

### 音乐作品
录音室专辑
| 1. | Neverland  |
| 2. | 秘密日记   |
| 3. | 一千零一夜 |

| 1. | 众声喧哗 |
| 2. | 逆世界   |
| 3. | 二十一   |

| 唱片名稱 | 類型 | 發行日期   | 語言 | 發行單位                   | 曲目／備註               |
| -------- | ---- | ---------- | ---- | -------------------------- | ------------------------ |
| 沒語季節 | EP   | 2024/07/20 | 中文 | 北京回音如果文化傳媒工作室 | 《沒語季節》             |
| 沒語季節 | EP   | 2024/07/31 | 中文 | 北京回音如果文化傳媒工作室 | 《玫瑰星雲》             |
| 沒語季節 | EP   | 2024/08/09 | 中文 | 北京回音如果文化傳媒工作室 | 《盲選》                 |
| 沒語季節 | EP   | 2024/08/16 | 中文 | 北京回音如果文化傳媒工作室 | 《沒了我你依然擁有太陽》 |
| 沒語季節 | EP   | 2024/09/10 | 中文 | 北京回音如果文化傳媒工作室 | 《小雲》                 |
| 沒語季節 | EP   | 2024/09/19 | 中文 | 北京回音如果文化傳媒工作室 | 《回音如果》             |
| 沒語季節 | EP   | 2024/09/27 | 中文 | 北京回音如果文化傳媒工作室 | 《弦上生花》             |
| 沒語季節 | EP   | 2024/10/15 | 中文 | 北京回音如果文化傳媒工作室 | 《說謊動物》             |
| 沒語季節 | EP   | 2024/10/29 | 中文 | 北京回音如果文化傳媒工作室 | 《然後呢 最後呢》        |
| 沒語季節 | EP   | 2024/11/15 | 中文 | 北京回音如果文化傳媒工作室 | 《覺醒時代》             |

其他单曲
| 发行年份 | 标题                            | 备注                                                                              |
| -------- | ------------------------------- | --------------------------------------------------------------------------------- |
| 2017年   | 《征战》                        | 首支个人单曲                                                                      |
| 2017年   | 《还可以爱吗》                  | [ 18 ]                                                                            |
| 2018年   | 《打开》                        | 首支原创单曲                                                                      |
| 2018年   | 《春之舞》 （合作演唱者：张超） | “吾·爱·舞：共舞心健康”活动主题曲                                                  |
| 2018年   | 《九张机》                      | 翻唱单曲                                                                          |
| 2018年   | 《我要为你敞开胸膛》            | 电影《请把生命交给我》主题曲                                                      |
| 2018年   | 《可能》                        | 电影《请把生命交给我》插曲                                                        |
| 2019年   | 《七日生》                      | 广播剧《七日生》主题曲                                                            |
| 2019年   | 《来自火焰谷的情书》            | 电视剧《七日生》插曲                                                              |
| 2019年   | 《缘启》                        |                                                                                   |
| 2019年   | 《红军的赤脚》                  |                                                                                   |
| 2019年   | 《消散》                        | 与周典奥合作 另有周典奥演唱版本                                                   |
| 2019年   | 《假装》                        | 电视剧《遇见幸福》插曲电影《奇花记》主题曲                                        |
| 2019年   | 《Sad Sometimes》               | 英语 《音你成名》打造曲目 与艾伦·沃克Cosak合作                                    |
| 2019年   | 《更漏子》                      | 动画短片《伴羽人》印象曲、唯美中国风歌曲                                          |
| 2019年   | 《没了我你依然拥有太阳》        | 黄霄雲原创demo版                                                                  |
| 2019年   | 《爱那边》                      | 贵州省旅游推广曲                                                                  |
| 2019年   | 《懂事》                        | 参加百度《音你成名》比赛单曲                                                      |
| 2019年   | 《爱无痕》                      | 电影《爱无痕》同名主题曲                                                          |
| 2019年   | 《世界的唯一》                  | 公益单曲 与周典奥、陈俊彤、袁莉媛、雪碧说唱、冯任笑、夏薇澜、蚱蜢兄弟、金俊一合唱 |
| 2020年   | 《人间天使》                    | 抗疫公益单曲                                                                      |
| 2020年   | 《梦想启航》                    | 抗疫公益单曲 与王柳棋合唱                                                         |
| 2020年   | 《和从前的自己相遇》            | 《新聲請指教》打造曲目 与唐汉霄合作                                               |
| 2020年   | 《爆款来了》                    | 综艺节目《爆款来了2》主题曲                                                       |
| 2020年   | 《我用所有报答爱》吉他版        |                                                                                   |
| 2020年   | 《旁若无人》                    |                                                                                   |
| 2020年   | 《自救》                        | 与多雷合唱                                                                        |
| 2020年   | 《四季与你》                    | 《新聲請指教》打造曲目                                                            |
| 2020年   | 《迷途》                        | 电影《海雾》推广曲                                                                |
| 2020年   | 《时间摺叠》                    | 与Sihan合作                                                                       |
| 2021年   | 《星辰大海》                    | 抖音超过60亿次使用量并持续霸榜各大音乐平台                                        |
| 2021年   | 《你这样的人啊》                | 电视剧《啊摇篮》插曲                                                              |
| 2021年   | 《你懂的思念》                  | 电视剧《风暴舞》插曲                                                              |
| 2021年   | 《梦返》                        | 网剧《梦见狮子》主题曲                                                            |
| 2021年   | 《那些我偷偷想你的时候》        | 黄霄雲原创demo                                                                    |
| 2021年   | 《星辰大海》建党百年主题音乐    |                                                                                   |
| 2021年   | 《此间少年》                    | 电影《俑之城》插曲                                                                |
| 2021年   | 《来来往往》                    | 电视剧《美好的日子》插曲 与阿来合唱                                               |
| 2021年   | 《梦幻少年》                    | 扬州华侨城梦幻之城主题曲                                                          |
| 2021年   | 《我想对你说》                  | 百集大型节目《旗帜·中国青年说》主题音乐                                           |
| 2021年   | 《平行线 Wish You Were Here》   | 与Vicetone和WILLIM缪维霖合作、另有英文版                                          |
| 2021年   | 《心城》                        | 电影《俑之城》片尾曲                                                              |
| 2021年   | 《星空下》                      | 与潘虹、陈冰、毕夏、郭沁、邢晗铭、刘雪婧、赵露和张神儿合唱                        |
| 2021年   | 《羽众不同》                    |                                                                                   |
| 2021年   | 《众》                          | 2021年7月河南水灾公益单曲                                                         |
| 2021年   | 《带我去很远地方》              |                                                                                   |
| 2021年   | 《Wish You Were Here》          | 与Vicetone和WILLIM缪维霖合作                                                      |
| 2021年   | 《幻想》                        | 与赖美云合唱                                                                      |
| 2021年   | 《星海启航》                    | 致敬中国航天人单曲 与杨和苏KeyNG、许丹睿合唱                                      |
| 2021年   | 《Oracle》                      | 《后崩坏书2》崩坏3主题曲                                                          |
| 2021年   | 《光之黎明》                    | 原创单曲、亲自作曲                                                                |
| 2021年   | 《月光河畔》                    | 翻唱单曲                                                                          |
| 2021年   | 《挑战》                        | 2021年王者荣耀挑战者杯暨王者荣耀全民电竞战歌                                      |
| 2022年   | 《如果再爱》                    | 影视剧《赖猫的狮子倒影》片尾曲                                                    |
| 2022年   | 《向阳》                        | 电视剧《特战行动》插曲                                                            |
| 2022年   | 《梦想开怀》                    | 与梦响强音旗下艺人合唱                                                            |
| 2022年   | 《你逆着光而来》                | 电视剧《假日暖洋洋2》主题曲                                                       |
| 2022年   | 《伟大梦想》                    | 空军2022迎新春网络团拜 MV                                                         |
| 2022年   | 《重返地球》                    | 电影《熊出没·重返地球》主题曲                                                     |
| 2022年   | 《来自星星的你》                | 《별에서 온 그대（来自星星的你）》中文翻唱                                        |
| 2022年   | 《ReOracle》                    | 收录于《崩坏3-后崩坏书2-Original Soundtrack》原声音乐专辑                         |
| 2022年   | 《故人归》                      | 《秦时明月》播出十五周年特别纪念曲                                                |
| 2022年   | 《Lydia》                       | 翻唱单曲                                                                          |
| 2022年   | 《New World》                   | 人民日报新编版《New Boy》，由两万多人民日报新媒体网友参与填词                     |
| 2022年   | 《让世界再明亮》                | 与《中国好声音》一众歌手合唱抗疫公益单曲                                          |
| 2022年   | 《蝴蝶夫人》                    | 与王赫野合唱                                                                      |
| 2022年   | 《奈何奈何》                    | 《说英雄谁是英雄》网剧插曲                                                        |
| 2022年   | 《七月何夕》                    | 七夕节单曲                                                                        |
| 2022年   | 《涉海前行》                    | 电视剧《简言的夏冬》片头曲                                                        |
| 2022年   | 《爱自飞翔》                    | 与平安合唱                                                                        |
| 2022年   | 《I'll Carry On》               | 与希林娜依·高合唱                                                                 |
| 2022年   | 《海豚泪》                      | 收录于《One Earth, One Love》公益音乐专辑                                         |
| 2022年   | 《窗外大雨》                    | 与LBI利比合唱                                                                     |
| 2022年   | 《Waiting For You》             | 《一不小心瞄上你》网络剧主题曲                                                    |
| 2023年   | 《灿若星辰》                    | 电视剧《许你万家灯火》插曲                                                        |
| 2023年   | 《要不然我们就这样一万年》      | 网络劇《長月燼明》插曲                                                            |
| 2023年   | 《以我之躯》                    | 网络劇《長月燼明》插曲                                                            |
| 2023年   | 《Into The Light》              | 地下城与勇士弓箭手主题曲中文版                                                    |
| 2023年   | 《伙伴 Partner》                | 地下城与勇士弓箭手推广曲                                                          |
| 2023年   | 《淬炼》                        | 《赤梦华夏》合辑收录曲                                                            |
| 2023年   | 《血河》                        | 《逆水寒》手游血河流派推广曲                                                      |
| 2023年   | 《冥冥》                        | 電視劇《以愛為營》插曲                                                            |
| 2023年   | 《怕夢》                        | 電視劇《一念關山》虐情曲                                                          |
| 2023年   | 《愛如此》                      | 電視劇《神隱》                                                                    |
| 2024年   | 《花說》                        |                                                                                   |
| 2025年   | 《當愛》                        | 電視劇《日月梵星》（白爍人物曲）                                                  |
| 2025年   | 《別嘆》                        | 電視劇《朝雪錄》插曲                                                              |

### 剧集
| 首播年份 | 名称           | 角色   | 参考及备注   |
| -------- | -------------- | ------ | ------------ |
| 2016     | 《薛定谔的猫》 | 艾晓欣 | [ 14 ] [ 9 ] |
| 2017     | 《少年有点酷》 | 艾晓欣 | [ 9 ]        |

### 参演节目

#### 《中国好声音》参赛记录
| 集数           | 播放日期      | 演出曲目及原唱                  | 结果及备注                        |
| -------------- | ------------- | ------------------------------- | --------------------------------- |
| 第四季第三集   | 2015年7月31日 | 《你》 / 萧敬腾                 | 加入汪峰战队                      |
| 第四季第六集   | 2015年8月21日 | 《I Believe》 / 孙楠            | 与同队学员王飞雪合作；晋级战队6强 |
| 第四季第六集   | 2015年8月21日 | 《鱼》 / 姚贝娜                 | 晋级战队4强（全国16强）           |
| 第四季第十一集 | 2015年9月25日 | 《All by Myself》 / 艾瑞克·卡门 | 淘汰                              |

#### 《梦想的声音》参赛记录
| 集数           | 播放日期       | 演出曲目及原唱          | 结果及备注                                             |
| -------------- | -------------- | ----------------------- | ------------------------------------------------------ |
| 第三季第九集   | 2018年12月21日 | 《左手指月》 / 萨顶顶   | 获得“讨教”资格，并选择“讨教”谭维维                     |
| 第三季第九集   | 2018年12月21日 | 《那时的光》 / 谭维维   | “讨教”失败，但谭维维行使“天使按钮”权；选择“讨教”张靓颖 |
| 第三季第十集   | 2018年12月29日 | 《天下无双》 / 张靓颖   | “讨教”失敗                                             |
| 第三季第十二集 | 2019年1月11日  | 《光阴的故事》 / 张艾嘉 | 与丁噹合作                                             |
| 第三季第十二集 | 2019年1月11日  | 《一样的月光》 / 苏芮   | 与丁噹合作                                             |

#### 《嗨唱转起来》参赛记录
| 集数   | 播放日期       | 演出曲目及原唱        | 结果及备注                      |
| ------ | -------------- | --------------------- | ------------------------------- |
| 第六期 | 2019年11月22日 | 《倒数》 / 邓紫棋     | 第一轮挑战成功                  |
| 第六期 | 2019年11月22日 | 《也许明天》 / 张惠妹 | 第二轮获得超过80%的支持率，过关 |

#### 《新声请指教》参赛记录
黄霄雲在该节目中的演出皆与谢庚沄以“蛋糕组合”名义进行。
| 集数   | 播放日期      | 演出曲目及原唱                                  | 结果及备注                     |
| ------ | ------------- | ----------------------------------------------- | ------------------------------ |
| 第一集 | 2020年1月19日 | 《Sad Sometimes》 / 艾伦·沃克 & CORSAK & 黄霄雲 | 加入薛凯琪班级                 |
| 第六集 | 2020年3月15日 | 《心墙》 / 林俊杰                               | 钱正昊助演；获评A级            |
| 第七集 | 2020年3月29日 | 《打开》 / 黄霄雲                               | 与那啥乐队合作；获评A级        |
| 第八集 | 2020年4月6日  | 《還可以愛嗎》 / 黄霄雲                         | 優秀學員示範秀                 |
| 第九集 | 2020年4月12日 | 《谜》 / 张杰                                   | 为噢！麻瓜组合及摩天轮组合助演 |
| 第十集 | 2020年4月19日 | 《末日飞船》 / 唐汉霄                           |                                |

#### 《歌手》参赛记录
| 集数     | 播放日期      | 演出曲目及原唱                | 结果及备注                                                                 |
| -------- | ------------- | ----------------------------- | -------------------------------------------------------------------------- |
| 第一集   | 2020年2月7日  | 《少年他的奇幻漂流》 / 五月天 | “奇袭”毛不易获胜，因李佩玲和刘柏辛都奇袭失败而于第二集尾声正式成为补位歌手 |
| 第三集   | 2020年2月21日 | 《你的答案》 / 阿冗           | 排位第7；守擂成功，戰勝奇袭歌手隔壁老樊                                    |
| 第四集   | 2020年2月28日 | 《打开》 / 黄霄雲             | 排位第7；两场总排位第7，但因隔壁老樊、白举纲和曾一鸣都奇袭失败而安全       |
| 第五集   | 2020年3月6日  | 《连名带姓》 / 張惠妹         | 排位第7，守擂成功，戰勝奇袭歌手秦凡淇                                      |
| 第六集   | 2020年3月13日 | 《我用所有报答爱》 / 张靓颖   | 排位第7；两场总排位第7，且因吉克隽逸奇袭成功而被淘汰                       |
| 第十一集 | 2020年4月17日 | 《我们的爱》 / 飞儿乐团       | “奇袭”吉克隽逸失败，淘汰                                                   |

《歌手2024》参赛记录
| 集数   | 播放日期      | 演出曲目及原唱        | 结果及备注 |
| ------ | ------------- | --------------------- | ---------- |
| 第七集 | 2024年6月21日 | 《星辰大海》 / 黃霄雲 | 衝榜失敗   |

#### 《天赐的声音》参赛记录
| 集数         | 播放日期      | 演出曲目及原唱             | 结果及备注                              |
| ------------ | ------------- | -------------------------- | --------------------------------------- |
| 第一季第七集 | 2020年4月11日 | 《贝加尔湖畔》 / 李健      | 与杭天琪合作；被苏有朋选为合伙人        |
| 第一季第七集 | 2020年4月11日 | 《保留》 / 郭顶            | 本集金曲                                |
| 第二季第十集 | 2021年3月19日 | 《余年》 / 肖战            | 与阿兰·达瓦卓玛合作；被尚雯婕选为合伙人 |
| 第二季第十集 | 2021年3月19日 | 《跳舞的梵谷》 / 孙燕姿    | 本集金曲                                |
| 天賜盛典     | 2021年4月2日  | 《不鼓自鳴》 / 尚雯婕      | 未獲選天賜金曲                          |
| 第三季第十集 | 2022年5月20日 | 《蝴蝶夫人》/黄霄雲&王赫野 | 与王赫野合作                            |
| 第五季第二集 | 2024年5月4日  | 《畫心》/張靚穎            | 与張信哲合作 本集金曲                   |

#### 《蒙面唱将猜猜猜》参赛记录
黄霄雲在该节目中的演出是以“爱许愿的花仙子”名义进行。
| 集数         | 播放日期       | 演出曲目及原唱                              | 结果及备注                       |
| ------------ | -------------- | ------------------------------------------- | -------------------------------- |
| 第五季第二集 | 2020年11月8日  | 《Lover Boy 88》 / Phum Viphurit & 更高兄弟 | 与“埃尼阿克”合作；未入围独唱环节 |
| 第五季第三集 | 2020年11月15日 | 《我们》 / 陈奕迅                           | 与“瞅你咋滴”合作；入围独唱环节   |
| 第五季第三集 | 2020年11月15日 | 《她》 / 王思远                             | 揭面成功                         |

#### 主持及常驻节目
| 制作公司         | 名称                                 | 参考及备注 |
| ---------------- | ------------------------------------ | ---------- |
| 合一集团         | 《爆款来了2》                        | [ 37 ]     |
| 浙江广播电视集团 | 《2021中国好声音》《2022中国好声音》 | [ 49 ]     |
| 东方卫视         | 《我们的歌第四季》                   |            |

### 演唱会
| 日期                         | 城市                   | 场馆                       | 备注                   |
| 2023「打开」广州演唱会       | 2023「打开」广州演唱会 | 2023「打开」广州演唱会     | 2023「打开」广州演唱会 |
| ---------------------------- | ---------------------- | -------------------------- | ---------------------- |
| 2023年8月19日                | 广州                   | 中山纪念堂                 | 首场个人演唱会         |
| 2023年8月20日                | 广州                   | 中山纪念堂                 | 首场个人演唱会         |
| 2024「宇宙無敵號」北京演唱会 |                        |                            |                        |
| 2024年11月1日                | 北京                   | 華熙LIVE·五棵松·場館       | 首场体育馆演唱會       |
| 2024年11月2日                | 北京                   | 華熙LIVE·五棵松·場館       | 首场体育馆演唱會       |
| 2025「宇宙無敵號」巡回演唱会 |                        |                            |                        |
| 2025年3月22日                | 广州                   | 寶能廣州國際體育演藝中心   | 萬人演唱會             |
| 2025年5月24日                | 成都                   | 东安湖体育公园多功能体育馆 | 萬人演唱會             |
| 2025年7月26日                | 上海                   | 梅赛德斯-奔驰文化中心      | 萬人演唱會             |
| 2025年8月23日                | 宁波                   | 宁波奥体中心体育馆         | 萬人演唱會             |

## 家庭
父亲黄保权，母亲罗茜，均在罗甸县担任过音乐教师。而他们参与组建的乐队“乐万家”为罗甸县第一支电声乐队，于2002年3月成立，至2015年共在罗甸、望谟、平塘及惠水等县份演出1000余场。

## 事件
在《歌手·当打之年》第一集节目中，黄霄雲在毛不易上场后才唱了幾句歌词就下推杆发出“奇袭”请求，此举被大量民众斥为“不礼貌”。此后，有网民发现她在当集节目中演唱的五月天的歌曲《少年他的奇幻漂流》并未上架任何音乐平台，因為芒果TV並沒買版權所以音樂並沒上架。
2020年8月2日上午发现黄霄雲的三首在唱吧的翻唱曲目（靠近一点点、我要的飞翔、分身情人和爱的回归线）被袁胜盗取至QQ音乐，袁胜声称上述歌曲是由他的媳妇所唱，经授权后上传，并指责黄霄雲粉丝给他自己招黑。翌日，QQ音乐核实其盗歌事实后，将袁胜盗取的四首歌曲下架。

## 注解
1. ↑  變更前為鬼鬼，但是後來因与吳映潔的艺名撞名而更改為阿鬼。